# Eduardo Ruiz Pons
Eduardo Ruiz Pons (Padrón, La Coruña, 19 de septiembre de 1819 - Oporto, 1865) político demócrata y periodista español.

## Biografía
Fue hijo de un militar de artillería republicano del Trienio Liberal que pertenecía a una noble familia de Padrón (La Coruña). Estudió Derecho en la Universidad de Santiago de Compostela. Allí hizo amistad con Agustín Faraldo, Ramón de la Sagra y otros revolucionarios. Apoyó al comandante Solís cuando se pronunció en 1846 contra el general Narváez, pero el general Concha aplastó la rebelión en Cacheiras y los doce jefes militares que lideraron el pronunciamiento, tras juicio sumarísimo, fueron fusilados el 26 de abril en Carral. Se vio forzado a emigrar pero al cambiar el régimen fue amnistiado y le concedieron además la Cruz del valor. Ejerció como abogado en Madrid y en sus tiempos libres estudia ciencias y publica artículos en La Discusión. 
Trabaja como profesor de ciencias e historia natural en los institutos de Oviedo y  Pontevedra y logra ganar la cátedra de esta materia en el Instituto de Enseñanza Media de Zaragoza y se traslada allí para desempeñar este trabajo en 1853. Allí organizó y dirigió su muy fuerte Partido Demócrata, interviniendo en el pronunciamiento del brigadier Juan José de Hore, jefe del regimiento de Córdoba destacado en Zaragoza, y en la Revolución de 1854; fue diputado republicano por La Coruña en las Cortes (1854 - 1856) y se convirtió en uno de los principales propagandistas del Partido Demócrata aragonés. Escribió artículos en favor de la «República Federal Democrática» en la Revista Española de Madrid y fue redactor de La Discusión, el periódico demócrata dirigido por Nicolás María Rivero. Estuvo en el grupo más radical de la Cámara y fue uno de los que se atrevió a votar la destitución de la dinastía borbónica. Disueltas las Cortes y liquidado el Bienio regresó a Zaragoza, donde organizó el Partido Demócrata con ayuda de los Carbonarios, constituyendo por la región aragonesa diversas "Chozas" o logias de esta organización secreta. 
El 2 de junio de 1861 imprimió el Programa Demócrata de José María Orense en una gran hoja con pie de imprenta falso («París. Imp. Doufour et Comp. Rue Richelieu 1») bajo el título Decretos de la Democracia; era el programa que no se permitió publicar en el diario madrileño La Discusión, con la petición de libertades y derechos individuales, sufragio universal, reformas administrativas y ataques contra la monarquía; fue suspendido de empleo y sueldo y encarcelado junto con Calixto Ariño, el verdadero impresor y también periodista. Defendidos por Rivero, Desiderio de la Escosura y Joaquín Gil Bergés en un ruidosísimo proceso, fueron absueltos, pero continuaron en la cárcel acusados de delito de imprenta mientras además se les instruía otra causa Borja por formar una logia o choza carbonaria en unión de otros cuarenta correligionarios; asimismo se instruyeron procesos similares por otras chozas: en Teruel contra Víctor Pruneda, contra Cano y otros demócratas en las localidades zaragozanas de Gelsa y Uncastillo y contra Juan Pablo Soler en Zaragoza; de la acusación contra Ruiz Pons y Ariño los defendió Emilio Castelar, quien con su absolución y libertad logró uno de sus más resonantes triunfos como abogado. Fueron puestos en libertad el 19 de marzo de 1862, pero el acoso gubernamental siguió cebándose en ellos; el ministro de Gobernación Posada Herrera buscó nuevos pretextos para volverlos a procesar y tuvieron que pasar la frontera francesa el 5 de agosto de 1862 y desde allí marchar a Italia. 
Entre 1862 y 1863 Ruiz Pons residió en Génova y en Florencia (donde estuvo junto al también exiliado Fernando Garrido), ayudando a reorganizar junto a él y Sixto Cámara, Carlos Beltrán, Pablo Soler y varios más la «Legión lbérica» con el propósito de ayudar a Mazzini y Garibaldi a combatir por la unidad italiana; por último marchó a Lisboa`; allí se enteró de que la Audiencia de Zaragoza lo condenaba a doce años de presidio por la publicación del Programa Democrático; entonces marchó a Oporto, donde publicó en 1864 una Historia de la causa formada en Zaragoza el año de 1861 contra el ex constituyente Eduardo Ruiz Pons y consortes, con algunas de sus defensas, redactadas por el mismo, precedidas de un prólogo del publicista demócrata Romualdo Lafuente (Porto, Tipografía de Antonio Moldes, 1864) y allí falleció al año siguiente, en 1865. Desde entonces fue considerado uno de los mártires de la causa republicana. 
Fue Amigo del poeta satírico y periodista Manuel del Palacio, quien le dedicó algunos de sus versos, y del periodista demócrata Romualdo de la Fuente.